# トルジェボヴィツェ・ヴ・チェハーフ - スカリツェ・ナド・スヴィタヴォウ線
トルジェボヴィツェ・ヴ・チェハーフ - スカリツェ・ナド・スヴィタヴォウ線（チェコ語;Železniční trať Třebovice v Čechách – Skalice nad Svitavou）は、チェコ国鉄の鉄道線の名称である。路線番号はヴェルケー・オパトヴィツェを境に分かれており、ヴェルケー・オパトヴィツェ以北が017、以南が262となっている。また、017号線は、ホルニツェ～ヅベル間も含まれている。
1889年、モラヴィア西部鉄道の路線としてトルジェボヴィツェ～ヴェルケー・オパトヴィツェ間が開業した。1908年に、スカリツェまで延伸して全線開業した。一時期、モラフスカー・トルジェボヴァー～ヅベル間には旅客列車が運行されていなかったが、2014年9月にモラフスカー・トルジェボヴァー～ホルニツェ間が、12月にホルニツェ～ヅベル間が運行を再開した。ホルニツェ - ヴェルケー・オパトヴィツェ間は2017-20年度に限り運行していたが、現在は運行を休止している。

## 運行形態

### 017号線
モラフスカー・トルジェボヴァーを境に系統が分かれている。
- チェスカー・トルジェボヴァー～モラフスカー・トルジェボヴァー ( - ヅベル) 間
ほとんどの列車が270号線に乗入れ、2時間に1本運行されている。土曜は一日4往復、休日は一日3往復がヅベルまで直通する。
過去の運行形態
2017年以前は、モラフスカー・トルジェボヴァー - ホルニツェ間に一日6.5往復、ホルニツェ以南に一日5往復運行していた。うち、平日3～5往復・休日1往復がチェスカー・トルジェボヴァーまで直通していた。モラフスカー・トルジェボヴァー以北の列車は、全てチェスカー・トルジェボヴァーまで直通していた。
2018年度は、モラフスカー・トルジェボヴァー以南は、オパトヴィツェ方面も合わせ、一日3往復（金曜・土曜は4往復）運行していた。うち、平日・休日はホルニツェ方面発の片道1本、土曜日は一日1.5往復がチェスカー・トルジェボヴァーまで直通していた。
2019年度は、モラフスカー・トルジェボヴァー以南は平日の運行を休止し、オパトヴィツェ方面も合わせ、土曜日4往復、休日3往復の運行となった。土曜日のみ、一日1往復がチェスカー・トルジェボヴァーまで直通していた。
2020年度は、モラフスカー・トルジェボヴァーをまたぐ列車が、土曜日2往復、休日1往復となった。
2021年度に、土曜・休日とも、モラフスカー・トルジェボヴァー - ホルニツェ間に一日3往復、ホルニツェ以南に一日2往復の運行となった。ホルニツェ止まりの列車は、ホルニツェでプロスチェヨフ発着の列車と接続していた。
2025年度より、トルジェボヴィツェ以南のみ運行する列車が設定された。ホルニツェ止まりの列車がヅベルまで運行区間を延伸した他、土曜日にヅベル発着の列車が一日1往復増発となった。

- 過去の運行系統
  - チェスカー・トルジェボヴァー - ホルニツェ - ヴェルケー・オパトヴィツェ間
2017年度は、平日のみ、一日2往復の運行であった。片道1本のみ、ヴェルケー・オパトヴィツェ発モラフスカー・トルジェボヴァー行であった他は、全てホルニツェ以南の運行であった。
2018年度は、休日のみ一日1往復の運行となった。南行に限りモラフスカー・トルジェボヴァー発着であった。また北行は、クンチナとトルピークを通過していた。
2019,20年度は、モラフスカー・トルジェボヴァー以南のみの運行であった。
2020年末に休止。
  - ホルニツェ - ヅベル - プロスチェヨフ
2024年度以前に、土曜・休日に限り、一日1往復の運行していた。ヅベル以南は306号線に直通していた。ホルニツェで、チェスカー・トルジェボヴァー方面の列車に接続していた。

### 262号線
大半がスカリツェ～ボスコヴィツェ間の系統で、1時間に1本運行されている。スカリツェで、260号線のブルノ方面特急・普通と接続する。
2022年以前は、平日・休日ともボスコヴィツェ以西で毎時1本運行していた。一日あたり、平日7往復、休日2往復（土曜日は無し）がヴェルケー・オパトヴィツェまで運行していた。ツェトコヴィツェは一部列車が通過していた。2023年以前は、平日の本数が少なく、2時間間隔の空く時間帯があった他、一日あたり平日4往復、土曜休日2往復がヴェルケー・オパトヴィツェまで運行していた。

## 駅一覧
以下では、チェコ国鉄017,262号線の駅と営業キロ、停車列車、接続路線などを一覧表で示す。また、ホルニツェ - オパトヴィツェ間は2020年12月以降、オパトヴィツェ - ボスコヴィツェ間は2023年6月以降運行を休止している。

### 017号線
- 停車駅
  - ■印：全列車停車
  - ●印：一部通過

| 路線名 | 駅名                                 | 駅間営業キロ | 累計営業キロ            | 累計営業キロ   | Os | 接続路線                                       | 所在地           | 所在地                           |
| ------ | ------------------------------------ | ------------ | ----------------------- | -------------- | -- | ---------------------------------------------- | ---------------- | -------------------------------- |
| 017    | ヅベル駅                             | -            | プロスチェヨフから 29.2 | ヅベルから 0.0 | ■  | 306号線（プロスチェヨフ方面）                  | オロモウツ州     | プロスチェヨフ郡                 |
| 017    | シュビールジョフ駅                   | 3.2          | 32.4                    | 3.2            | ■  |                                                | オロモウツ州     | プロスチェヨフ郡                 |
| 017    | ネツタヴァ駅                         | 4.5          | 36.9                    | 7.7            | ■  |                                                | パルドゥビツェ州 | スヴィタヴィ郡                   |
| 017    | ホルニツェ駅                         | 3.6          | 40.5                    | 11.3           | ■  |                                                | パルドゥビツェ州 | スヴィタヴィ郡                   |
| 017    | メジホルジー駅                       | 3.3          | 43.8                    | 14.6           | ■  |                                                | パルドゥビツェ州 | スヴィタヴィ郡                   |
| 017    | ムニェステチコ・トルナーフカ駅       | 2.0          | 45.8                    | 16.6           | ■  |                                                | パルドゥビツェ州 | スヴィタヴィ郡                   |
| 017    | ロズスターニー駅                     | 1.8          | 47.6                    | 18.4           | ■  |                                                | パルドゥビツェ州 | スヴィタヴィ郡                   |
| 017    | リンハルチツェ駅                     | 4.9          | 52.5                    | 23.3           | ■  |                                                | パルドゥビツェ州 | スヴィタヴィ郡                   |
| 017    | モラフスカー・トルジェボヴァー駅     | 4.1          | 56.6                    | 27.4           | ■  |                                                | パルドゥビツェ州 | スヴィタヴィ郡                   |
| 017    | クンチナ駅                           | 4.4          | 61.0                    | 31.8           | ■  |                                                | パルドゥビツェ州 | スヴィタヴィ郡                   |
| 017    | ムラヂェヨフ・ナ・モラヴィエ駅       | 5.4          | 66.4                    | 37.2           | ■  |                                                | パルドゥビツェ州 | スヴィタヴィ郡                   |
| 017    | トルピーク駅                         | 2.9          | 69.3                    | 40.1           | ■  |                                                | パルドゥビツェ州 | ウースチー・ナド・オルリーチー郡 |
| 017    | アネンスカー・ストゥダーンカ駅       | 1.5          | 70.8                    | 41.6           | ■  |                                                | パルドゥビツェ州 | ウースチー・ナド・オルリーチー郡 |
| 017    | トルジェボヴィツェ・ヴ・チェハーフ駅 | 5.8          | 76.6                    | 47.4           | ■  | 270号線（オロモウツ方面）                      | パルドゥビツェ州 | ウースチー・ナド・オルリーチー郡 |
| 270    | チェスカー・トルジェボヴァー駅       | 6.0          | 82.6                    | 53.4           | ■  | 010号線（プラハ方面）、260号線（ウィーン方面） | パルドゥビツェ州 | ウースチー・ナド・オルリーチー郡 |

### 262号線
- ■印：全列車停車
- ●印：大部分停車、一部通過

| 路線名 | 駅名                                       | 駅間営業キロ | 累計営業キロ       | 累計営業キロ             | Os | 接続路線                                     | 所在地           | 所在地         |
| ------ | ------------------------------------------ | ------------ | ------------------ | ------------------------ | -- | -------------------------------------------- | ---------------- | -------------- |
| 017    | ホルニツェ駅                               | 0.0          | ホルニツェから 0.0 |                          |    | チェスカー・トルジェボヴァー方面、ヅベル方面 | パルドゥビツェ州 | スヴィタヴィ郡 |
| 017    | ビスクピツェ・ウ・イェヴィーチカ駅         | 3.6          | 3.6                |                          |    |                                              | パルドゥビツェ州 | スヴィタヴィ郡 |
| 017    | イェヴィーチコ駅                           | 2.5          | 6.1                |                          |    |                                              | パルドゥビツェ州 | スヴィタヴィ郡 |
| 262    | ヴェルケー・オパトヴィツェ駅               | 4.8          | 10.9               | 大オパトヴィツェから 0.0 |    |                                              | 南モラヴィア州   | ブランスコ郡   |
| 262    | ツェトコヴィツェ駅                         | 3.7          | 14.6               | 3.7                      |    |                                              | 南モラヴィア州   | ブランスコ郡   |
| 262    | スヴェトラー・ウ・ボスコヴィツ駅（休止中） |              | (16.9)             | (6.0)                    |    |                                              | 南モラヴィア州   | ブランスコ郡   |
| 262    | シェベトフ駅                               | 4.0          | 18.6               | 7.7                      |    |                                              | 南モラヴィア州   | ブランスコ郡   |
| 262    | クニーニツェ・ウ・ボスコヴィツ駅           | 2.6          | 21.2               | 10.3                     |    |                                              | 南モラヴィア州   | ブランスコ郡   |
| 262    | ボスコヴィツェ駅                           | 6.2          | 27.4               | 16.5                     | ■  |                                              | 南モラヴィア州   | ブランスコ郡   |
| 262    | スカリツェ・ナド・スヴィタヴォウ駅         | 5.1          | 32.5               | 21.6                     | ■  | 260号線（プラハ方面、ブルノ方面）            | 南モラヴィア州   | ブランスコ郡   |